# Сегизалиева, Жибек Бергалиевна
Жибек Бергалиевна Сегизалиева (2 февраля 1925; Доссор, Гурьевская область, Казахская ССР, СССР) — советский и казахский нефтяник, оператор добычи нефти. Первый оператор нефтяного месторождения Доссор. Кавалер орденов «Ленина» и «Трудового Красного Знамени».

## Биография
Сегизалиева Жибек Бергалиевна родилась 2 февраля 1925 года в семье нефтяника.
В 1943 году Окончила школу ФЗО в Макате
В 1943 по 1976 годы помощник оператора, оператор нефтепромыслового управления Доссор
В 1953 по 1957 годы Член Всесоюзный центральный совет профессиональных союзов
В 1959 по 1962 годы Избирался депутатом Верховного Совета Казахской ССР
С 1976 года персональный пенсионер Республики Казахстана.
Сегизалиева Жибек 12 раз избиралась членом областного комитета партии, была неоднократно избрана делегатом съездов Компартии Казахстана, членом Республиканского Совета профсоюзов. Она — делегат Первого съезда женщин СССР.

## Награды и звания
- Награждена орденами «Ленина» и «Трудового Красного Знамени»
- Медаль «В ознаменование 100-летия со дня рождения Владимира Ильича Ленина» (1970)
- Медаль «Ветеран труда»
- Медаль «За трудовое отличие» (Казахстан)
- Медаль «За трудовое отличие» (СССР)
- Юбилейная медаль «Двадцать лет Победы в Великой Отечественной войне 1941—1945 гг.» (1965)
- Юбилейная медаль «Тридцать лет Победы в Великой Отечественной войне 1941—1945 гг.» (1975)
- Юбилейная медаль «Сорок лет Победы в Великой Отечественной войне 1941—1945 гг.» (1985)
- Юбилейная медаль «50 лет Победы в Великой Отечественной войне 1941—1945 гг.» (1995)
- Награждён Почётной грамотой Верховного Совета Казахской ССР
- Является Почетным гражданином поселка Доссор, Макатского района, Атырауской области.